# Uloborus eberhardi
Uloborus eberhardi är en spindelart som beskrevs av Brent D. Opell 1981. Uloborus eberhardi ingår i släktet Uloborus och familjen krusnätsspindlar.
Artens utbredningsområde är Costa Rica. Inga underarter finns listade i Catalogue of Life.